# FN Five-seveN
FN Five-seveN（FN ファイブセブン）は、ベルギーのFN社が開発した自動拳銃。P90用サイドアーム（補助兵器）として開発された。名称は5.7mm弾を使用することに由来し、「Five-seveN」と表記されるのは、FN社の名前に由来する。
初期モデルではダブルアクションオンリーだったが、現行モデルFive-seveN USGではシングルアクションも可能となっている

## 特徴

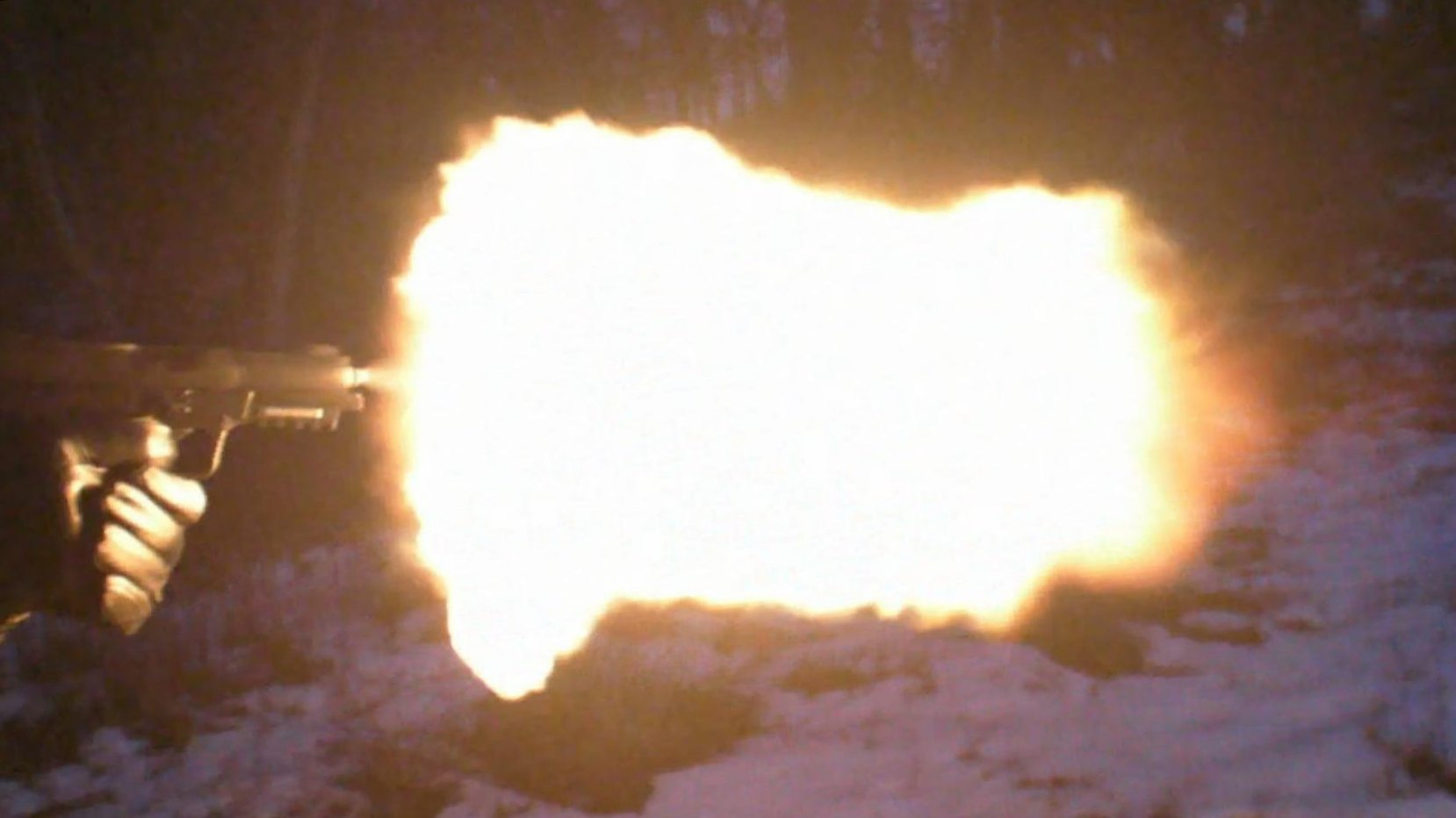
Five-seveNのマズルフラッシュ（発砲炎）。短い銃身で高初速弾を発射する分、炎が大きいが、9x19mm弾を使用した拳銃よりも射撃時の反動が30%小さいとされており、マズルジャンプ（発砲時の跳ね上がり）が抑制されている。

弾薬にP90と同じ5.7x28mm弾を使用する。この弾薬は小銃用の弾薬をそのまま短くしたような形状で、高い初速で発射されるため貫通力が高く、SS190弾では100mほどの距離があってもボディアーマー（NIJ規格レベルIIIA以下のもの）を貫通するとされる。
そのため、犯罪に用いられると危険という保安上の理由から販売先は政府組織・法執行機関に限られていたが、2005年のSHOTショーにて、貫通力を落としたスポーツ用弾薬とともに民間向けモデルが発表された。
貫通力に優れる拳銃弾として、以前から共産圏のソビエト連邦で開発されたトカレフTT-33で使用する7.62x25mmトカレフ弾（のうち、鉄製コアを使用しているもの）が存在したが、Five-seveNの5.7x28mm弾は材質の見直しによってトカレフに匹敵するかそれ以上の貫通力を持ちながら、人体に対する破壊力を高めている。
スライドやフレームはプラスチックで覆われているため、連射をしても表面温度は素手で触れられる程度にしか上昇せず、金属フレームの銃の問題点である寒冷地での皮膚の張り付きも起こらない。作動方式は一般的なショートリコイル方式ではなく、銃身遊動遅延ブローバック方式となっており、ハンマーはスパー部分等が露出しておらず、内蔵式のインターナル・ハンマーである。セーフティレバーはエジェクション・ポート下方（本体右側）に設けられている。
装弾数は標準で20発だが、30発のロングマガジンやアメリカの一部の州での規制に対応した10発マガジンも存在する。但し、使用する5.7x28mm弾自体が前後に長く、それに比例してグリップも前後に長いためにやや握りづらくなっている。
2013年ショットショーにて、Five-seveN MK2という新モデルが発表された。
新モデルではスライド前部にもコッキング用セレーションが追加され、旧モデルで灰色だった操作系統はすべて黒色樹脂になった。また、アジャスタブルサイトの形状も変更された。
2022年6月、FN社はMK2を大幅に改良したモデルとしてFive-seveN MK3 MRDを発表した。グリップ形状の調整など人間工学に基づいた改設計がなされているほか、同社によって開発された小型ドットサイトの装着にも対応している。